# Stansbury House

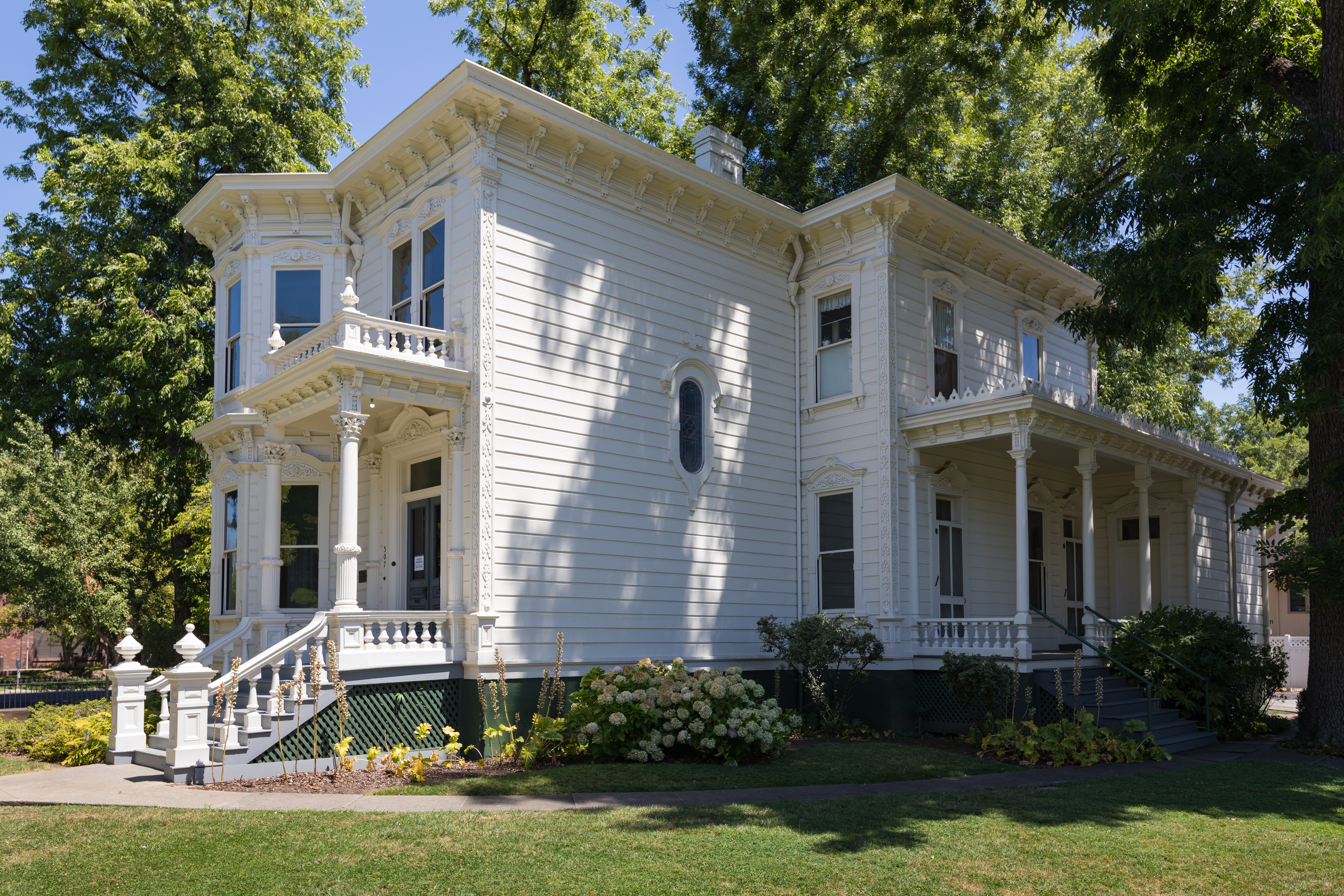
Das Stansbury House im August 2019. Typisch für den Italianate-Stil sind unter anderem die von Konsolen getragene, vorspringende Dachtraufe, das flach geneigte Dach, die hohen und schmalen Fenster sowie der L-förmige Grundriss.

Das Stansbury House (auch: Stansbury Home) in Chico, Kalifornien, ist ein historisches Gebäude im Italianate-Stil. Es befindet sich an der Ecke Fifth und Salem Street in Chicos South Campus Historic District. Das frühere Wohnhaus des Arztes Oscar Stansbury und seiner Frau Libbie ist heute im Besitz der Stadt Chico und wird als Museum genutzt. Seit Juni 1975 ist das Gebäude im National Register of Historic Places eingetragen und gilt als „eines der größten und wahrscheinlich schönsten Wohnhäuser des viktorianischen Architekturstils in Chico.“ Das Haus ist weitgehend im Originalzustand erhalten, einschließlich Möbeln, Dekorationen und persönlicher Gegenstände der Familie.

## Geschichte
Das Stansbury House wurde im Auftrag von Oscar Stansbury (1852–1925) errichtet. Stansbury kam 1875 auf Vermittlung eines Cousins nach Chico und ließ sich dort als Arzt nieder. Zwei Jahre später heiratete er Libbie Manlove (1852–1923), mit der er im Laufe der Jahre drei Kinder hatte. Für seine wachsende Familie ließ Oscar Stansbury auf einem Grundstück im heutigen South Campus Historic District zwischen 1882 und 1883 für 8000 Dollar ein repräsentatives Haus bauen.
Dieses Haus blieb bis zum Tod der ältesten Tochter der Stansburys, Angeline Stansbury (1883–1974), im Besitz der Familie Stansbury. Im Jahr 1976 erwarb die Stadt Chico das historische Gebäude. Heute kümmert sich die gemeinnützige Stansbury Home Preservation Association um die Erhaltung und den Betrieb des Stansbury House als Museum.

## Architektur
Das Gebäude ist im Italianate-Stil ausgeführt, einer Erscheinungsform der frühen Viktorianischen Architektur, die im 19. Jahrhundert in englischsprachigen Ländern und damit auch an der Westküste der Vereinigten Staaten verbreitet war. Das Haus hat zwei Stockwerke mit insgesamt 10 Zimmern, einschließlich Bad und Küche. Die Außenkonstruktion besteht vollständig aus der in der Sierra Nevada häufig anzutreffenden Zucker-Kiefer (Pinus lambertiana). Die dekorativen schmiedeeisernen Arbeiten – darunter eine Verzierung auf dem Dach des Gebäudes – stammen aus England. Im Inneren sind einige der ursprünglichen Tapeten an Wänden und Decken noch intakt, wie auch die blattvergoldeten Leisten und die Eichenböden. Die Eingangshalle und das Treppenhaus zeichnen sich durch Linkrusta-Prägetapeten und ein ovales Buntglasfenster aus. Der Geländerpfosten im Eingangsbereich wird von einer Eisenfigur gekrönt, die eine Gaslampe hält. Die meisten der heutigen Einrichtungsgegenstände sind Originale aus dem Besitz von Oscar und Libbie Stansbury, darunter der Holzofen, die Gaslaternen und der Kamin aus Nussbaumholz.

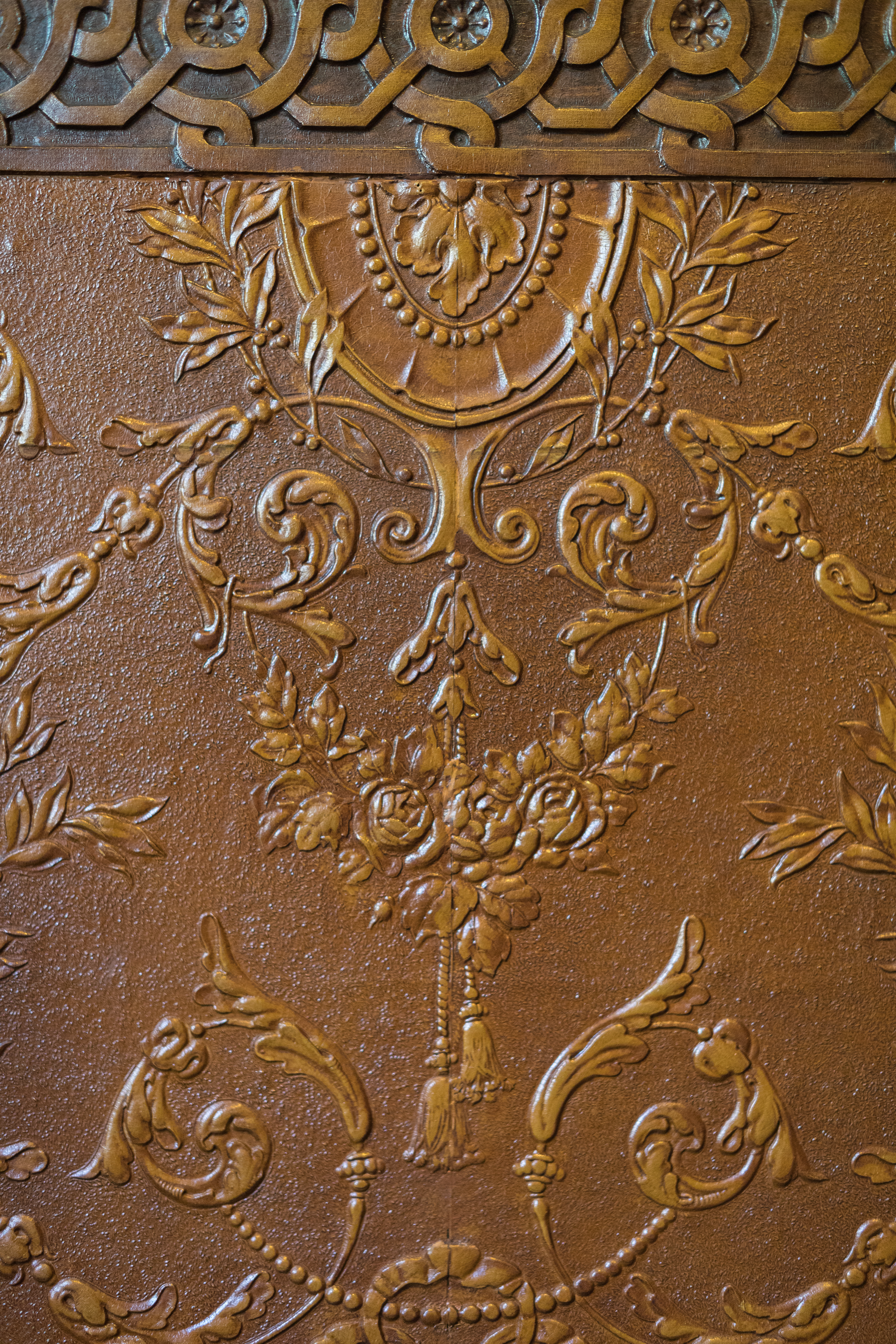
Linkrusta-Tapete in der Eingangshalle
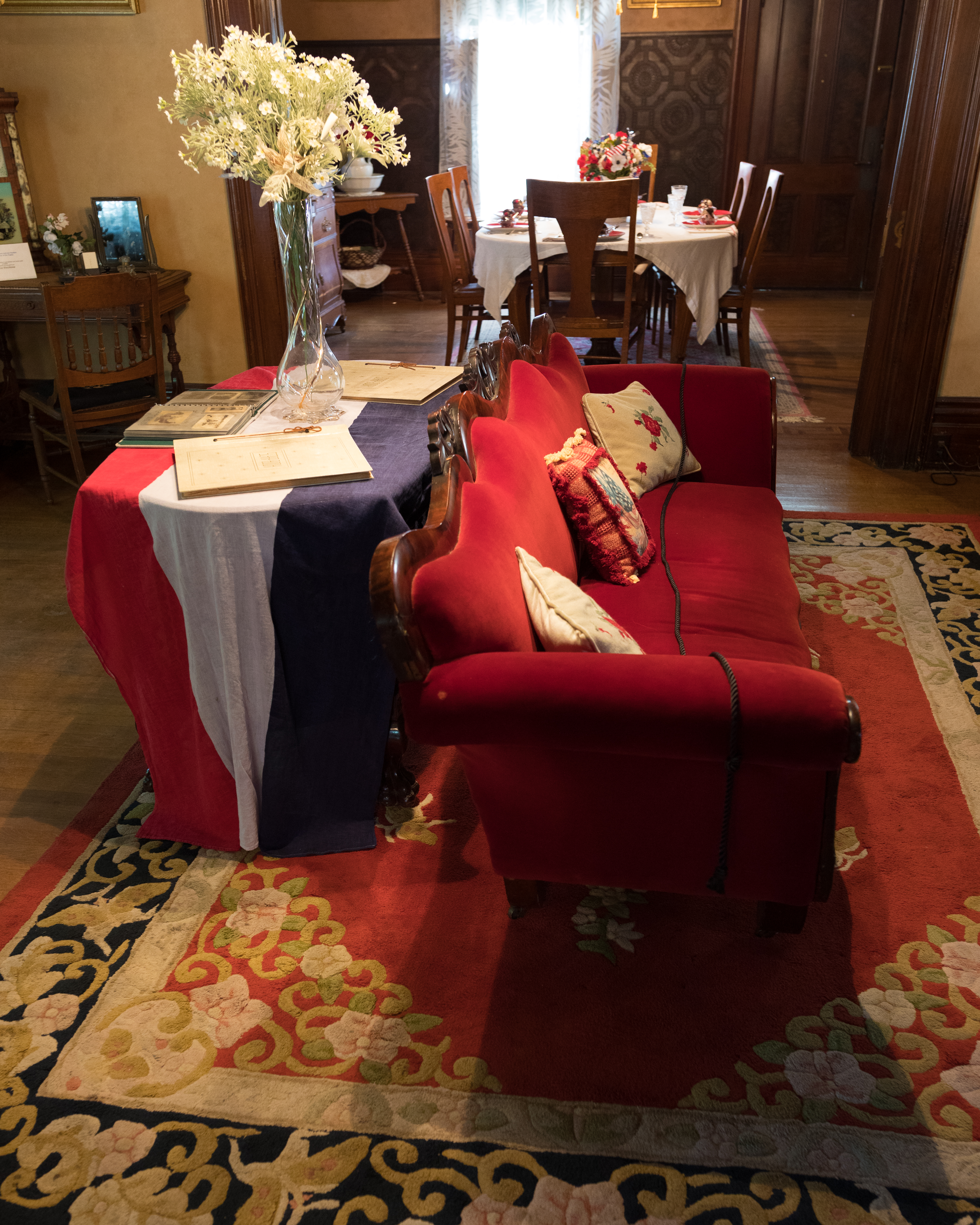
Wohn- und Essbereich im unteren Stockwerk
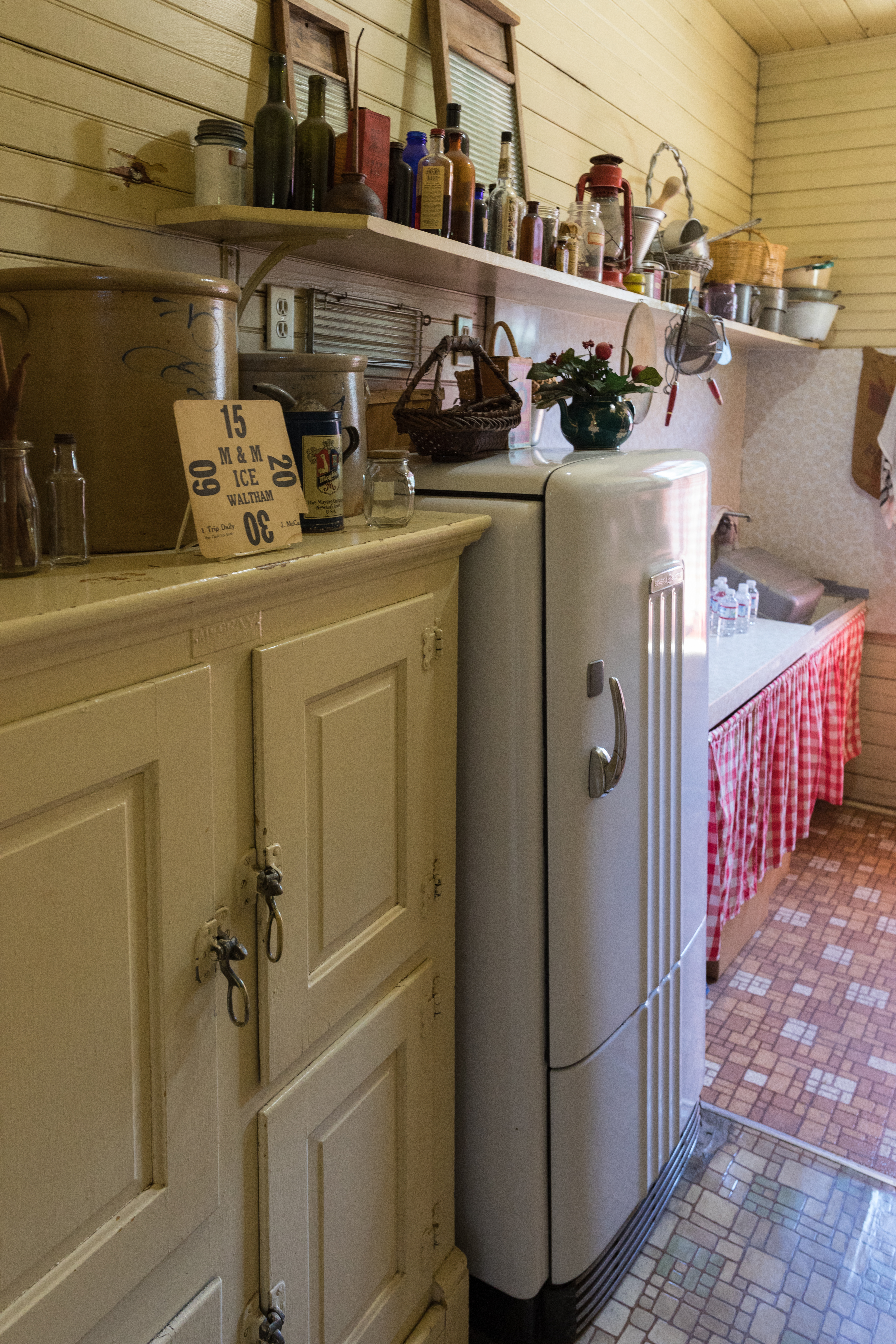
Blick in die Küche
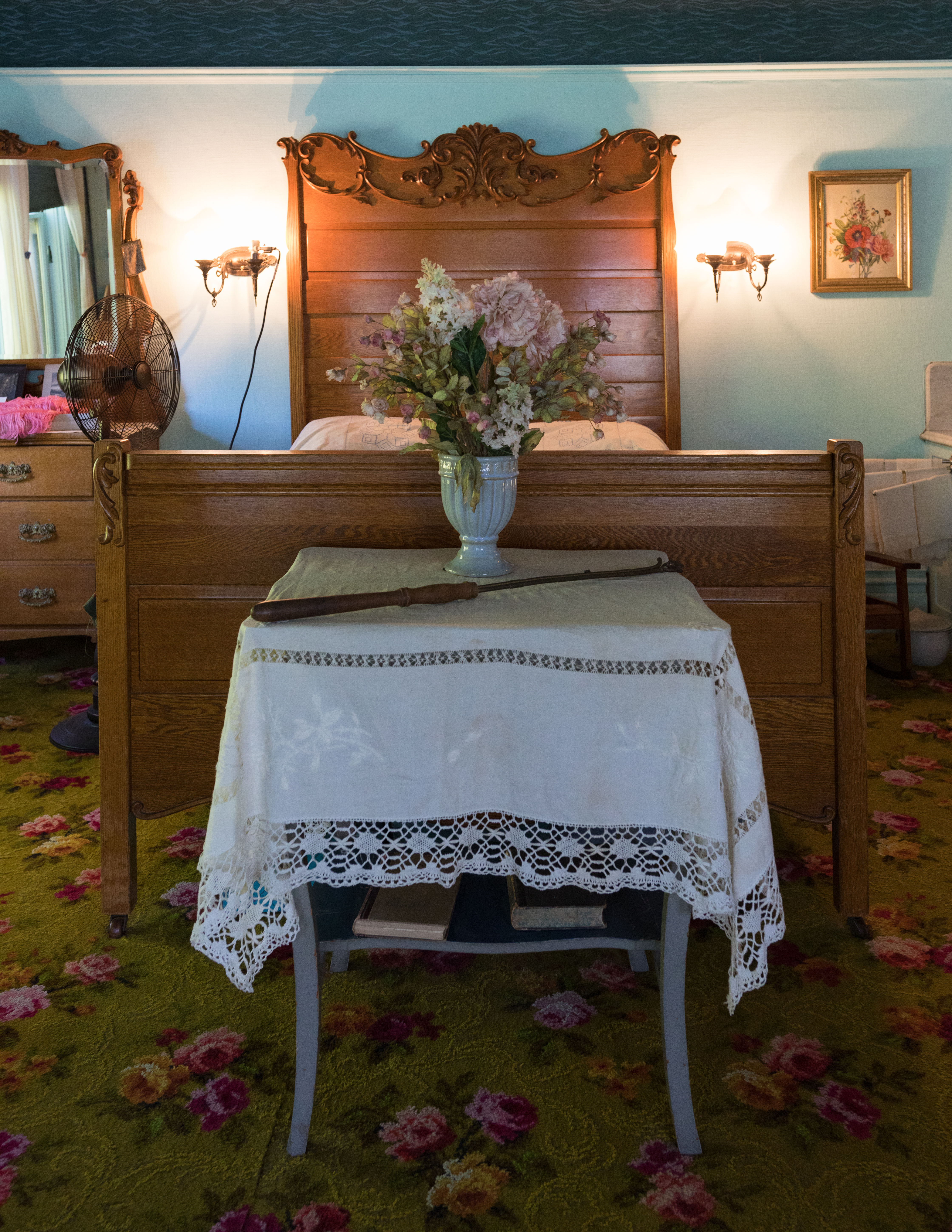
Schlafzimmer im oberen Stockwerk

## Schutzstatus und Bedeutung
Das Stansbury House wurde im Juni 1975 in das National Register of Historic Places (NRHP) eingetragen, das Nationale Verzeichnis historischer Stätten in den Vereinigten Staaten. Das NRHP schreibt in seiner Bewertung: „Das Italianate […] brachte einige der schönsten Gebäude Nordkaliforniens aller Zeiten hervor und ist ohne Frage die wichtigste stilistische und formale Phase der Mode des 19. Jahrhunderts in dieser Gegend.“ In diesem Zusammenhang nennt das Verzeichnis das Stansbury House „eines der größten und wahrscheinlich schönsten Wohnhäuser des Viktorianischen Architekturstils in Chico.“ Der Architekturführer The Guide to Architecture in San Francisco and Northern California schreibt zum Stansbury House: „Eine imposante Villa im Italianate-Stil, die zwar nicht ganz an die Qualität des nahe gelegenen Bidwell Mansion heranreicht, aber sehr schön ist.“

## Heutige Nutzung
Das Stansbury House wird heute überwiegend als Museum genutzt, steht aber auch für Hochzeiten und andere Veranstaltungen zur Verfügung. Die Stansbury Home Preservation Association veranstaltet alljährlich im Juli das „Stansbury Ice Cream Social“ und im Dezember die „Victorian Christmas“. Das Stansbury House ist an Wochenenden nachmittags für Besuchertouren geöffnet.

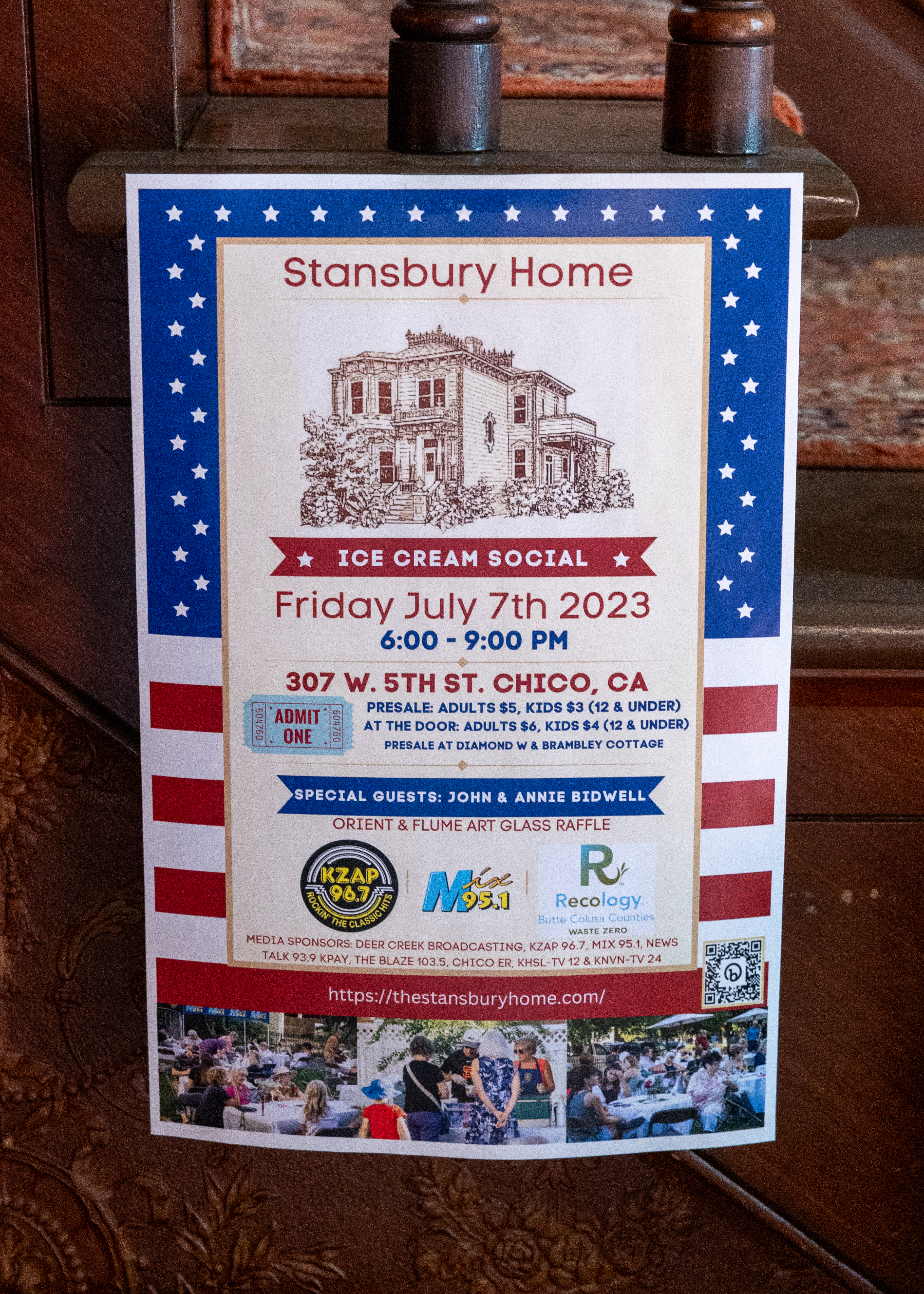
Werbeplakat für das Stansbury Ice Cream Social 2023
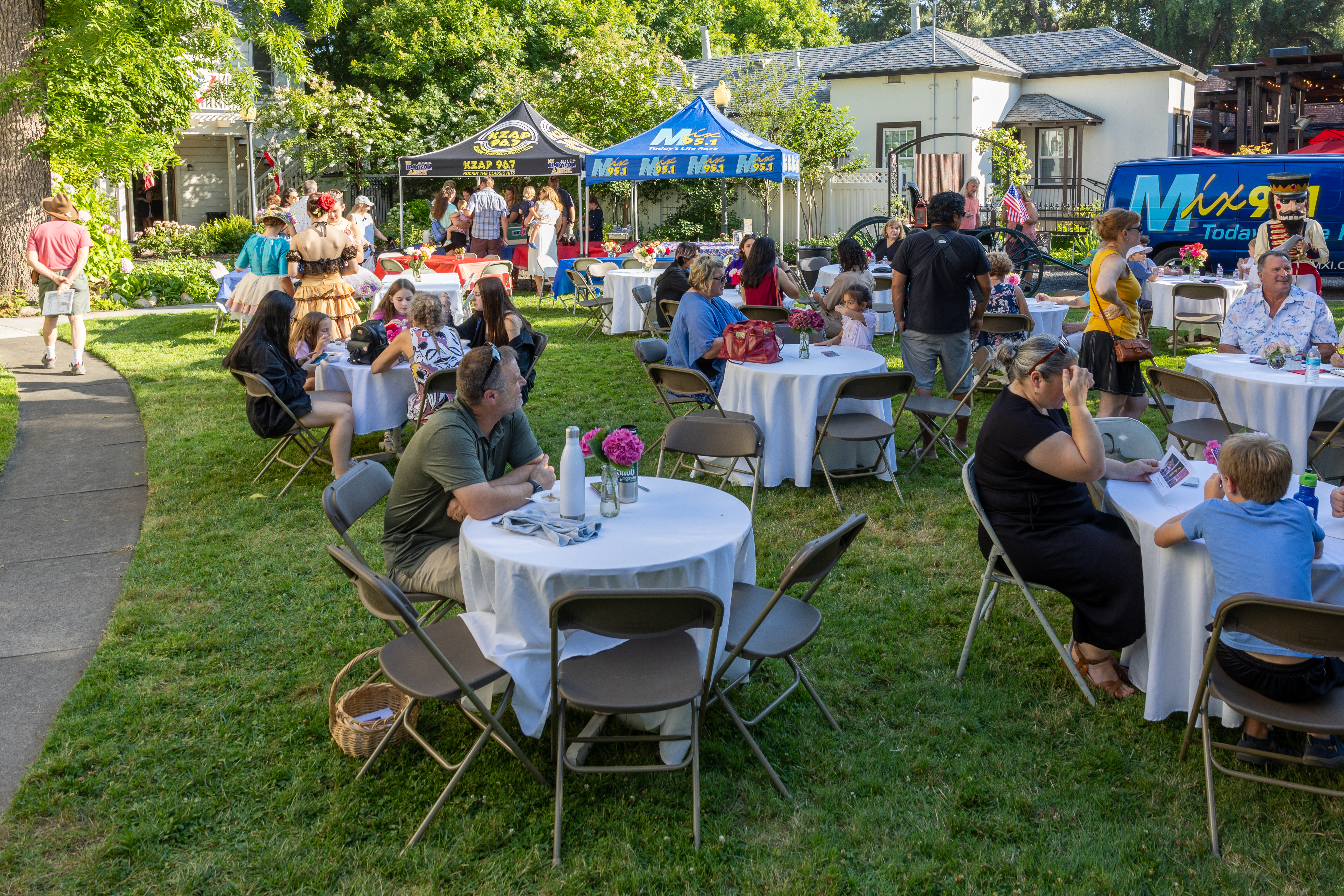
Gäste im Garten des Stansbury House während des Stansbury Ice Cream Social im Juli 2023
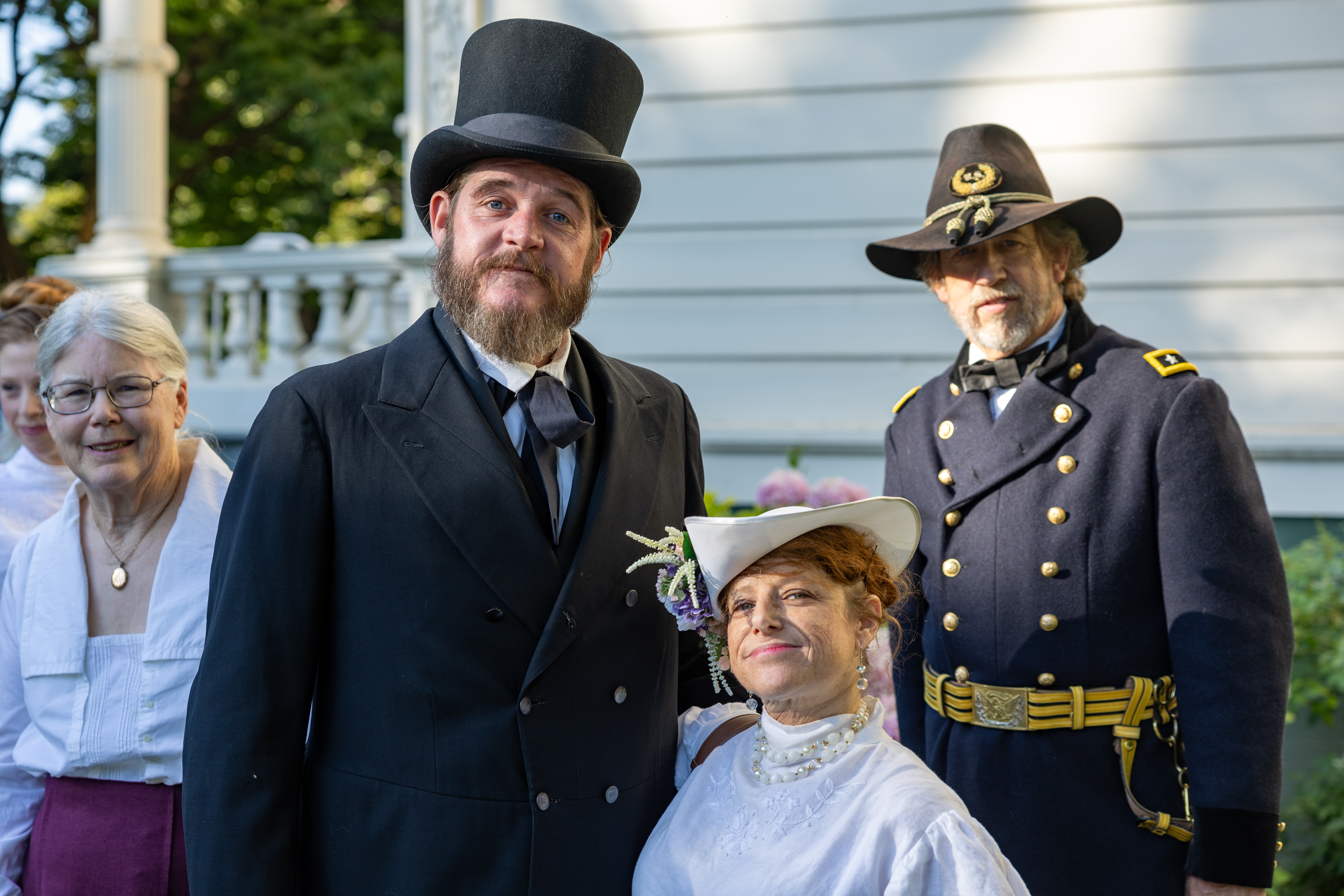
Bürger Chicos in historischen Kostümen während des Stansbury Ice Cream Social 2023